# Сан Вито (Терамо)
Сан Вито (итал. San Vito) је насеље у Италији у округу Терамо, региону Абруцо.
Према процени из 2011. у насељу је живело 45 становника. Насеље се налази на надморској висини од 684 м.